# Talajosság
A „talajosság” (orosz nyelven: pocsvennyicsesztvo) 19. és 20. századi orosz irodalmi és társadalomfilozófiai irányzat, amely az orosz anyaföldhöz kapcsolódó néplélekből vezet le társadalmi, sőt geopolitikai következtetéseket. Az irányzat a kései szlavofilizmushoz áll közel. A korai szlavofil gondolat a nemzeti elvet alárendelte az ortodox kereszténységnek, a kései szlavofilok viszont a nemzeti elvet, a nacionalizmust helyezték előtérbe. A világnézet eredete, megfogalmazása a Moszkvityányin moszkvai orosz irodalmi folyóirat Apollon Alekszandrovics Grigorjev vezette úgynevezett „ifjú szerkesztőségének” (1850—1856) munkásságára vezethető vissza. Az irodalomtörténet az eszmerendszer híveit „talajosokként” vagy pocsvennyikekként tartja számon. Ez a kifejezés azonban csak később terjedt el, a mozgalom 19. századi résztvevői nem nevezték így magukat.

## Tartalma, története és hívei
A talajosság névadója és egyik első művelője Apollon Alekszandrovics Grigorjev (1822–1864) irodalomkritikus volt. Másik jelentős képviselője volt Nyikolaj Nyikolajevics Sztrahov filozófus. Az 1860-as évek elején a mozgalomban aktívan részt vett Dosztojevszkij, a későbbi világhírű író, és bátyja, Mihail Mihajlovics Dosztojevszkij, aki szintén író, műkritikus volt.
Grigorjev Schelling német idealista filozófus követője volt, az oroszországi szlavofil eszmékből pedig a népiség állt gondolkodásának homlokterében. A népi elv autonómiáját védelmezi a hegeliánus nézetekkel szemben, tőle származik a „talajosság” kifejezés is. „A talaj nem más, mint a népélet mélysége, a történelmi folyamat titokzatos rétege” – írja. Schelling szellemében a népélet „organikusságáról” értekezett, az „organikus egység” megszállottja volt. Az organikusság nála magasrendű szellemi érték, bár a tudattalan szellemisége. A korai szlavofileket követte abban is, hogy az ortodox kereszténységnek mint az orosz életet szervező szellemiségnek nagy jelentőséget tulajdonított. Szerinte nem csak a parasztság, de a kereskedők rétege is megőrizte az eredendő orosz életformát, amely a testvériségen, a kölcsönös segítségnyújtáson és az alázaton alapul. Társadalmi nézeteit Puskinról és Osztrovszkijról írott irodalmi kritikáiban fejtette ki.
Nyikolaj Sztrahov (1828–1896) klasszikus értelemben vett konzervatív gondolkodó volt, Dosztojevszkij egyik legjobb barátjának tekintette. Neoszlavofil hitvallását a Harc a Nyugattal című munkájában fejtette ki, melyben a nyugati civilizációt „istentelen civilizációnak” tartotta, és harcra szólított fel oroszországi terjedése ellen. Ezzel a méreggel szemben csak a „hazai talajjal” és a néppel való kapcsolatteremtéssel vehetik fel az oroszok a harcot, mert csak ekkor tudják megőrizni a „szerves” vallási-erkölcsi elveiket.
A kor orosz társadalmi vitái elsősorban a szlavofilek és a nyugatosok, a nyugati mintájú modernizáció hívei között folytak. A talajosok a mindkét tábor elveiből elfogadtak néhányat, de mindkettőtől megkülönböztetve magukat egyfajta semleges álláspontra helyezkedtek ebben a vitában. Dosztojevszkij a Grigorjevvel együtt kiadott Vremja című folyóirat előfizetőinek szóló ajánlásában fogalmazta meg a mozgalom alapelveit: „Végre meggyőződtünk arról, hogy mi szintén külön nemzet vagyunk, sőt jelentős mértékben autochton nemzet, és az a feladatunk, hogy formát teremtsünk magunknak, még pedig saját, hazai formát, amely a mi talajunkból fakad”. Fő célját ekkoriban abban látta, hogy békét teremtsen a két tábor, a szlavofilek és a nyugatosok között.Gyakran foglalkozott a népiség kérdésével, és kötelezőnek értékelte az „alázatot” a néphez való viszonyban, mivel a néplélek a „magasrendű igazság” őrzője.
A talajosok az orosz nép küldetésének tekintették az egész emberiség megmentését, a művelt társadalom és a nép egymáshoz közelítését, a vallásos-etikai értelmben felfogott nemzeti vagy népi „talajból” kiindulva. 
A Szovjetunióban az 1960-as években jelent meg a talajossághoz közel álló „falusi próza” (деревенская проза) irodalmi áramlata. Ezek a művek a szovjet parasztság nehézségeire összpontosítottak, szemben a hagyományos falusi élet idealizált képével, és közvetve bírálták a hivatalos modernizációs projekteket. Valentyin Grigorjevics Raszputyin 1979-es, Isten veled, Matyora című regénye e műfaj tipikus példája. Hasonlóképpen közel állt a talajossághoz Vaszilij Makarovics Suksin, az ő munkásságát azonban a szovjet hivatalosság is nagyra értékelte és számos kitüntetéssel jutalmazta.
A 20. század végén Alekszandr Alekszandrovics Zinovjev szovjet-orosz filozófus, író, szociológus állt közel a talajosokhoz. 1978-ban ellenzéki írásai miatt száműzték a Szovjetunióból, de 1999-ben élesen Nyugat-ellenesként tért vissza Oroszországba. Zinovjev szerint emberiség evolúciós folyamata a 21. századra a „nyugatosítás”, az „amerikanizálódás” és a „globalizáció” ugyanazt jelentő fogalmaival jellemezhető. „Ez fogja uralni az emberiség 21. századi történelmét. Úgy látszik, hogy ez olyan történelem lesz, mely tragikusságát tekintve sokszorta felülmúlja majd a múlt minden tragédiáját” - írta.
Oroszországon kívül különösen Andrzej de Lazari lengyel és Wayne Dowler kanadai történészek foglalkoztak részletesen a talajosság filozófiájával.

## A talajosság a szépirodalomban
A talajosság elveit számos szépíró a magáénak vallotta és azokat a műveikben is megjelentették. Magukat az eszmerendszer híveit ábrázolta viszont Szergej Donatovics Dovlatov Kihelyezett tagozat című művében, ami a gorbacsovi peresztrojka idején játszódik. Az orosz emigránsok Los Angelesben konferenciát rendeznek Oroszország jövőjéről. Az író gyilkos humorrral írja le a „talajosok” és a „liberálisok” küzdelmét a konferencián, ahol, mellesleg, megválasztják az Állami Duma elnökét, a miniszterelnököt és a Szovjetunió Kommunista Pártja helyére kerülő ellenzéki párt vezetőjét (bár azon nagy vita alakult ki, hogy akkor miért ellenzéki).

## Fordítás
- Ez a szócikk részben vagy egészben  a(z)   Почвенничество című orosz Wikipédia-szócikk ezen változatának fordításán alapul.  Az eredeti cikk szerkesztőit annak laptörténete sorolja fel. Ez a jelzés csupán a megfogalmazás eredetét és a szerzői jogokat jelzi, nem szolgál a cikkben szereplő információk forrásmegjelöléseként.